# Сьюзен Хэйворд
Сьюзен Хэйворд (англ. Susan Hayward, урождённая Эдит Марреннер (англ. Edythe Marrenner), 30 июня 1917 — 14 марта 1975) — американская актриса, которая пять раз номинировалась на «Оскар» и в 1959 году выиграла эту награду за роль преступницы Барбары Грэм в фильме «Я хочу жить!».

## Биография
Сьюзен Хэйворд (урождённая Эдит Марреннер) родилась 30 июня 1917 года в Бруклине в одном из районов Нью-Йорка, и была младшей из трёх детей в семье Уолтера Марреннера и Эллен Пирсон. В 1937 году она впервые приехала в Голливуд, рассчитывая получить роль Скарлетт О’Хара в «Унесённых ветром». Хотя роль досталась не ей, с девушкой был подписан контракт на съёмки в эпизодических ролях. Продюсеры настояли, чтобы актриса взяла имя, напоминающее зрителям об их любимице Рите Хейворт.
В 1940-е годы Хэйворд много работала, и с каждым новым фильмом мнение о её актёрских способностях улучшалось. К середине десятилетия она исполняла главные роли в картинах, где её партнёрами выступали такие звезды, как Гэри Купер и Джон Уэйн. Энергичная рыжеволосая дива продолжала оставаться в центре внимания публики и в течение пятидесятых годов. После получения главной награды американской киноиндустрии в 1958 году карьера Хэйворд вступила в полосу кризиса. Кинокритики обвиняли её в растущей склонности к сентиментальным ролям. В 1964 году она была вынуждена объявить о своём уходе из большого кино.
Хэйворд была замужем за актёром Джессом Баркером и у них было двое детей — сыновья-близнецы Грегори и Тимоти Баркер (род. 19.02.1945). Брак был описан в колонках сплетен Голливуда, как «турбулентный». Они развелись в 1954 году, после чего Хэйворд предприняла попытку самоубийства. В 1957 году Хэйворд вышла замуж за бизнесмена и владельца ранчо, бывшего федерального служащего, Флойда Итона Чокли. Этот брак оказался счастливым, но окончился трагично. Чокли умер 9 января 1966 года и Хэйворд погрузилась в многолетний траур. Она мало снималась в кино в течение следующих лет, и переехала из Джорджии во Флориду, потому что она не могла жить в её прошлом доме после смерти мужа, а ещё позже переехала в Калифорнию.
Последние два года своей жизни Хэйворд боролась с опухолью головного мозга. Хэйворд был поставлен диагноз в 1973 году. 14 марта 1975 году у неё случился припадок дома в Беверли Хиллз, после которого она скончалась в тот же день в 57-летнем возрасте. Похороны актрисы состоялись 16 марта в Карролтоне, Джорджия. Многие связывают её смертельную болезнь со съёмками фильма «Завоеватель» в Неваде близ Невадского испытательного полигона, где в 1953 году проходили испытания ядерного оружия. Всего в съёмках принимало участие 220 актёров и членов съёмочной группы, из которых к концу 1980-х годов, согласно журналу People, разными формами рака заболел 91 человек, из которых 46, включая Джона Уэйна, Агнес Мурхед, Педро Армендариса, Дика Пауэлла и саму Хэйворд, не смогли победить болезнь.

## Избранная фильмография
| Год  |   | Русское название                       | Оригинальное название          | Роль                  |
| ---- | - | -------------------------------------- | ------------------------------ | --------------------- |
| 1938 | ф | Удивительный доктор Клиттерхаус        | The Amazing Dr. Clitterhouse   | пациентка             |
| 1941 | ф | Среди живущих                          | Among the Living               | Милли Пикенс          |
| 1942 | ф | Я женился на ведьме                    | I Married a Witch              | Эстель Мастерсон      |
| 1946 | ф | Крайний срок — на рассвете             | Deadline at Dawn               | Джун Гоффе            |
| 1947 | ф | Катастрофа: История женщины            | Smash-Up: The Story of a Woman | Анжелика Эванс Конуэй |
| 1947 | ф | Мне не поверят                         | They Won’t Believe Me          | Верна Карлсон         |
| 1947 | ф | Потерянное мгновение                   | The Lost Moment                | Тина Бордеро          |
| 1948 | ф | Очарование Сэксона                     | The Saxon Charm                | Дженет Буш            |
| 1949 | ф | Моё глупое сердце                      | My Foolish Heart               | Элоиз Уинтерс         |
| 1951 | ф | Нападение на почтовую станцию          | Rawhide                        | Винни Холт            |
| 1951 | ф | Я могу достать это вам по оптовой цене | I Can Get It for You Wholesale | Харриет Бойд          |
| 1952 | ф | С песней в моём сердце                 | With a Song in My Heart        | Джейн Фроман          |
| 1952 | ф | Снега Килиманджаро                     | The Snows of Kilimanjaro       | Хелен                 |
| 1953 | ф | Первая леди                            | The President’s Lady           | Рэйчел Донельсон      |
| 1954 | ф | Сад зла                                | Garden of Evil                 | Лиа Фуллер            |
| 1955 | ф | Я буду плакать завтра                  | I’ll Cry Tomorrow              | Лиллиан Рот           |
| 1958 | ф | Я хочу жить!                           | I Want to Live!                | Барбара Грэм          |
| 1959 | ф | Гром под солнцем                       | Thunder in the Sun             | Сюзанн Дофин          |
| 1967 | ф | Долина кукол                           | Valley of the Dolls            | Хелен Лоусон          |
| 1967 | ф | Горшок мёда                            | The Honey Pot                  | миссис Шеридан        |

## Награды и номинации
| Награда                | Год  | Категория                                               | Название работы             | Результат |
| ---------------------- | ---- | ------------------------------------------------------- | --------------------------- | --------- |
| Оскар                  | 1948 | Лучшая женская роль                                     | Катастрофа: История женщины | Номинация |
| Оскар                  | 1950 | Лучшая женская роль                                     | Моё глупое сердце           | Номинация |
| Оскар                  | 1953 | Лучшая женская роль                                     | С песней в моём сердце      | Номинация |
| Оскар                  | 1956 | Лучшая женская роль                                     | Я буду плакать завтра       | Номинация |
| Оскар                  | 1959 | Лучшая женская роль                                     | Я хочу жить!                | Победа    |
| Золотой глобус         | 1953 | Премия Генриетты                                        | н/д                         | Победа    |
| Золотой глобус         | 1953 | Лучшая женская роль в комедийном кинофильме или мюзикле | С песней в моём сердце      | Победа    |
| Золотой глобус         | 1959 | Лучшая женская роль в драматическом кинофильме          | Я хочу жить!                | Победа    |
| BAFTA                  | 1957 | Лучшая иностранная актриса                              | Я буду плакать завтра       | Номинация |
| BAFTA                  | 1960 | Лучшая иностранная актриса                              | Я хочу жить!                | Номинация |
| Каннский кинофестиваль | 1956 | Лучшая женская роль                                     | Я буду плакать завтра       | Победа    |